# Adam fitzWilliam
Adam fitzWilliam (m. 1087), fue un noble caballero anglonormando, señor de Downe y Graveney (Kent). Mariscal de Guillermo II de Normandía, siguió al duque en la conquista normanda de Inglaterra y participó en la batalla de Hastings. Tras caer el rey Harold Godwinson en Hastings, el mismo Conquistador ofreció su pañuelo a Adam de su propia mano, por su valor en el campo de batalla. Vinculado familiarmente con Goisfrid FitzRou du Bec, primer referente de las familias inglesas de Bec y FitzWilliam, pero se desconoce en que grado porque existen muchas lagunas y controversias relacionadas con su origen familar.
Tras la caída de Odon de Bayeux, fue uno de los ocho barones custodios de John de Fiennes para la defensa del Castillo de Dover, por lo que debió aportar 6 caballeros por 6 honores de caballero y sin tiempo definido.  Fue responsable de la construcción de la Torre de fitzWilliam y primer comandante al cargo de la misma, también llamada Torre de St. John. Se alza frente al ángulo del espolón que da al mar. Contaba con un subterráneo desde el patio interior para cruzar el foso hasta la parte inferior del espolón. Adjuntas a la torre principal, hay dos pequeñas torres de vigilancia construidas para albergar a los centinelas.